# 前田献吉
前田 献吉（まえだ けんきち、1835年12月14日〈天保6年10月25日〉 - 1894年〈明治27年〉12月21日）は、幕末の薩摩藩士、明治期の官僚・外交官・政治家。元老院議官、貴族院勅選議員、錦鶏間祗候。従三位勲三等。旧名・正穀。

## 経歴
薩摩国鹿児島城下で薩摩藩医・前田善安の息子として生まれる。戊辰戦争では春日丸に乗船し北越戦争、箱館戦争に従軍した。
留学費用を稼ぐために高橋新吉、弟・前田正名とともに英和辞書編纂を計画、慶応2年（1866年）に江戸開成所から出された『英和対訳袖珍辞書』を底本として辞書編纂を開始し明治元年（1868年）に完成する。翌年、上海の美華書院の印刷により『和訳英辞書』（通称『薩摩辞書』）の名で刊行した。
明治3年（1870年）8月、私費留学のため妻と共に渡米しフィラデルフィアに滞在。明治4年（1871年）9月、海軍生徒として官費留学となる。1873年9月、米国留学中の華頂宮博経親王が病のため帰朝するに際し随従を命ぜられ帰国。
1874年7月7日、海軍軍医寮（海軍省医務局の前身）七等出仕に任官。以後、兼内務省六等出仕、海軍省六等出仕、同医務局副長、同医務局長、同医務局副長、同五等出仕などを歴任。1877年3月、西南戦争に際し鹿児島に派遣された。
1879年5月17日、外務省に転じ五等出仕となり、朝鮮国釜山港在勤の管理官に発令された。以後、総領事（元山津在勤）、兼元山港郵便局事務取扱、兼判事、総領事（釜山港在勤）、兼釜山浦郵便局事務総括などを歴任し、1886年3月23日に非職となる。
1886年5月22日、駒場農学校長に就任。同年7月22日、学校の再編により東京農林学校長に就任した。1889年3月15日、元老院議官に就任。1890年10月20日、元老院が廃止され非職となり錦鶏間祗候を仰せ付けられた。1894年1月23日、貴族院勅選議員に任じられたが、同年12月、在任中に病のため薨去。墓所は中目黒の長泉院。

## 親族
- 弟 前田正名（官僚・貴族院議員・男爵）
- 子 前田青莎 正七位（1865年 - ?）
ドイツのベルリン大学にて法律学を学ぶ。
東宮侍従、農商務大臣秘書官、岩越鉄道、水戸鉄道各社長、帝国倉庫運輸社長、国際信託会長
- 娘 ウタ - 三菱合資会社鉱山部副長、東京大学工学部教授・瓜生泰の妻。
- 娘 シナ - 輸出商「堀越商会」社長で東京府多額納税者の堀越善重郎の妻。長男・創の岳父に小原駩吉

## 栄典
位階
- 1886年（明治19年）11月16日 - 正五位[6]

勲章等
- 1886年（明治19年）11月30日 - 勲三等旭日中綬章[7]
- 1889年（明治22年）11月25日 - 大日本帝国憲法発布記念章[8]